# ... für Anfänger
... für Anfänger ist eine deutschsprachige Sachcomic-Reihe im Taschenbuchformat. 
Die Reihe erschien seit 1979 im Rowohlt-Verlag in Reinbek bei Hamburg und brachte es in den 1980er Jahren mit einigen ihrer Bände zu größerer Popularität. Die Bände waren in der Wahl ihrer Themen und auch inhaltlich überwiegend politisch links ausgerichtet. Der Band Atomkraft für Anfänger (Nuclear power for beginners) von Stephen Croall und Kaianders Sempler war beispielsweise in der Anti-Atomkraft-Bewegung verbreitet. Die Bände waren meist Übersetzungen der britischen Reihe For Beginners der Writers and Readers Cooperative und erschienen teils in hohen Auflagen, der Band Marx für Anfänger z. B. in neun Auflagen mit insgesamt 110.000 Exemplaren. Es erschienen 22 Titel in der Reihe. Zahlreiche Autoren und Illustratoren haben an den einzelnen Bänden mitgewirkt, wie z. B. der mexikanische Karikaturist Rius mit Bänden zu Marx und Mao.

## Übersicht
- Marx für Anfänger. Rius, Übersetzung aus dem Englischen: Ludwig Moos, 1979, ISBN 3-499-17531-2
- Lenin für Anfänger. Richard Appignanesi (Texte), Oscar Zarate (Bilder), 1979, ISBN 3-499-17532-0
- Atomkraft für Anfänger. Stephen Croall (Texte), Kaianders Sempler (Bilder), 1979, ISBN 3-499-17533-9
- Einstein für Anfänger. Joseph Schwartz (Texte), Michael McGuinness (Bilder), 1979, ISBN 3-499-17534-7
- Freud für Anfänger. Richard Appignanesi (Texte), Oscar Zarate (Bilder), 1980, ISBN 3-499-17535-5
- Mao für Anfänger. Rius, 1980, ISBN 3-499-17536-3
- Trotzki für Anfänger. Tariq Ali (Texte), Philip Evans (Bilder), 1980, ISBN 3-499-17537-1
- Ricardo, Marx, Keynes & Co. für Anfänger. Bernard Canavan, 1982, ISBN 3-499-17538-X
- Sozialismus für Anfänger. Anna Paczuska (Texte), Sophie Grillet (Bilder), Übersetzung aus dem Englischen: Andreas Vollstädt, 1985, ISBN 3-499-17539-8
- Kapitalismus für Anfänger. Robert Lekachman, 1981, ISBN 3-499-17540-1
- Umwelt für Anfänger. Stephen Croall (Texte), William Rankin (Bilder), 1982, ISBN 3-499-17541-X
- Welternährung für Anfänger. Susan George (Texte), Nigel Paige (Bilder), 1982, ISBN 3-499-17543-6
- Darwin für Anfänger, Jonathan Miller (Texte), Borin Van Loon (Bilder), 1982, ISBN 3-499-17544-4
- Frieden für Anfänger. Ian Kellas, 1984, ISBN 3-499-17545-2
- Die Französische Revolution für Anfänger. Martin MacCrory (Texte); Robert Moulder (Bilder), 1983, ISBN 3-499-17546-0
- Das Kapital für Anfänger. David Smith (Texte), Philip Evans (Bilder), 1983, ISBN 3-499-17547-9
- Genetik für Anfänger. Israel Rosenfield, Edward Ziff und Borin Van Loon, 1984, ISBN 3-499-17548-7
- Medizin für Anfänger. Richard Clark, 1984, ISBN 3-499-17549-5
- Computer für Anfänger. Masoud Yazdani (Texte), Benny Kandler (Bilder), 1985, ISBN 3-499-17550-9
- Psychiatrie für Anfänger. Eia Asen, 1986, ISBN 3-499-17552-5
- Zen für Anfänger. Judith Blackstone (Texte), Naomi Rosenblatt (Bilder), 1987, ISBN 3-499-17554-1
- Elvis für Anfänger. Jill Pearlman, 1986, ISBN 3-499-17555-X